# Sulu
Sulu là một tỉnh của Philippines thuộc Vùng tự trị Hồi giáo Mindanao. Tỉnh lị là Jolo. Tỉnh nằm trên phần trung tâm của Quần đảo Sulu, giữa Basilan và Tawi-Tawi. Trong lịch sử tỉnh vốn là Vương quốc Hồi giáo Sulu.

## Lịch sử
Hồi giáo được biết đến và ảnh hưởng đến Đông Nam Á vào khoảng năm 1138. Những người Ả Rập, người Ba Tư và nhưng người Hồi giáo khác mở đường cho việc truyền giáo, giao thương, nghiên cứu và viễn cảnh Sulu và Mindanao vào thế kỷ 12. Sau đó là sự thành lập của Vương quốc Hồi giáo Sulu có vua đầu tiên là Rajah Baguinda.
Khu hành chính Mindanao và Sulu được thành lập năm 1914 và bãi bỏ vào ngày 5/2/1920. Văn phòng những người bản địa không theo Thiên Chúa giáo hoạt động vào năm 1916. Sau khi Philippines độc lập, Sulu vẫn thuộc quyền cai quản của Hoa Kỳ cho đến năm 1935 và Toàn quyền ở Manila đã thương thảo về vấn đề Sulu. Ngày nay, Sulu là một phần của Vùng tự trị Hồi giáo Mindanao

## Nhân khẩu
Mặc dù có sự hội nhập giữa các cộng đồng Hồi giáo và Thiên Chúa giáo, người Tausug chiếm ưu thế tại quần đảo Sulu. Người Tausug nằm trong số những người Philippines đầu tiên đi theo Hồi giáo.

## Kinh tế
Nền kinh tế Sulu chủ yếu phụ thuộc vào nông nghiệp với trồng trọt và đánh bắt cá là những nguồn thu nhập chính của người dân. Đất đai màu mỡ và khí hậu lý tưởng nên có thể trồng nhiều loại cây như chuối Abacá, dừa, cam cũng như những giống trái cây ngoại nhập như sầu riêng và măng cụt. Đánh cá là ngành kinh tế quan trọng nhất vì biển Sulu là một trong những nơi giàu nguồn lợi thủy sản nhất Philippines. Tỉnh cũng có ngành nuôi ngọc trai

## Hành chính
Tỉnh được chia thành 19 đô thị tự trị: